# كلوب ديسترويرس
كلوب ديسترويرس (بالإسبانية: Club Destroyers)‏ نادي كرة قدم بوليفي يلعب في الدوري البوليفي. تم تأسيس النادي في سنة 1948.